# Llista d'asteroides/169201-169300
| Nom      | Designació provisional | Data de descobriment   | Lloc de descobriment | Descobridor/s  |
| -------- | ---------------------- | ---------------------- | -------------------- | -------------- |
| 169201 - | 2001 RC82              | 11 de setembre de 2001 | Anderson Mesa        | LONEOS         |
| 169202 - | 2001 RD82              | 11 de setembre de 2001 | Anderson Mesa        | LONEOS         |
| 169203 - | 2001 RK82              | 11 de setembre de 2001 | Anderson Mesa        | LONEOS         |
| 169204 - | 2001 RO82              | 11 de setembre de 2001 | Anderson Mesa        | LONEOS         |
| 169205 - | 2001 RS82              | 11 de setembre de 2001 | Anderson Mesa        | LONEOS         |
| 169206 - | 2001 RU89              | 11 de setembre de 2001 | Anderson Mesa        | LONEOS         |
| 169207 - | 2001 RX95              | 11 de setembre de 2001 | Kitt Peak            | Spacewatch     |
| 169208 - | 2001 RD100             | 12 de setembre de 2001 | Socorro              | LINEAR         |
| 169209 - | 2001 RS101             | 12 de setembre de 2001 | Socorro              | LINEAR         |
| 169210 - | 2001 RE106             | 12 de setembre de 2001 | Socorro              | LINEAR         |
| 169211 - | 2001 RF110             | 12 de setembre de 2001 | Socorro              | LINEAR         |
| 169212 - | 2001 RS110             | 12 de setembre de 2001 | Socorro              | LINEAR         |
| 169213 - | 2001 RQ111             | 12 de setembre de 2001 | Socorro              | LINEAR         |
| 169214 - | 2001 RG115             | 12 de setembre de 2001 | Socorro              | LINEAR         |
| 169215 - | 2001 RX116             | 12 de setembre de 2001 | Socorro              | LINEAR         |
| 169216 - | 2001 RH120             | 12 de setembre de 2001 | Socorro              | LINEAR         |
| 169217 - | 2001 RP121             | 12 de setembre de 2001 | Socorro              | LINEAR         |
| 169218 - | 2001 RP127             | 12 de setembre de 2001 | Socorro              | LINEAR         |
| 169219 - | 2001 RU133             | 12 de setembre de 2001 | Socorro              | LINEAR         |
| 169220 - | 2001 RP137             | 12 de setembre de 2001 | Socorro              | LINEAR         |
| 169221 - | 2001 RZ139             | 12 de setembre de 2001 | Socorro              | LINEAR         |
| 169222 - | 2001 RJ145             | 8 de setembre de 2001  | Socorro              | LINEAR         |
| 169223 - | 2001 RO146             | 9 de setembre de 2001  | Anderson Mesa        | LONEOS         |
| 169224 - | 2001 RO148             | 10 de setembre de 2001 | Anderson Mesa        | LONEOS         |
| 169225 - | 2001 RU151             | 11 de setembre de 2001 | Anderson Mesa        | LONEOS         |
| 169226 - | 2001 SS6               | 18 de setembre de 2001 | Kitt Peak            | Spacewatch     |
| 169227 - | 2001 SX10              | 16 de setembre de 2001 | Socorro              | LINEAR         |
| 169228 - | 2001 SD14              | 16 de setembre de 2001 | Socorro              | LINEAR         |
| 169229 - | 2001 SB17              | 16 de setembre de 2001 | Socorro              | LINEAR         |
| 169230 - | 2001 SF17              | 16 de setembre de 2001 | Socorro              | LINEAR         |
| 169231 - | 2001 SO17              | 16 de setembre de 2001 | Socorro              | LINEAR         |
| 169232 - | 2001 SB24              | 16 de setembre de 2001 | Socorro              | LINEAR         |
| 169233 - | 2001 SF32              | 16 de setembre de 2001 | Socorro              | LINEAR         |
| 169234 - | 2001 SQ32              | 16 de setembre de 2001 | Socorro              | LINEAR         |
| 169235 - | 2001 SO35              | 16 de setembre de 2001 | Socorro              | LINEAR         |
| 169236 - | 2001 SW58              | 17 de setembre de 2001 | Socorro              | LINEAR         |
| 169237 - | 2001 SF72              | 17 de setembre de 2001 | Socorro              | LINEAR         |
| 169238 - | 2001 SE77              | 17 de setembre de 2001 | Socorro              | LINEAR         |
| 169239 - | 2001 ST79              | 20 de setembre de 2001 | Socorro              | LINEAR         |
| 169240 - | 2001 SN83              | 20 de setembre de 2001 | Socorro              | LINEAR         |
| 169241 - | 2001 SV85              | 20 de setembre de 2001 | Socorro              | LINEAR         |
| 169242 - | 2001 SR91              | 20 de setembre de 2001 | Socorro              | LINEAR         |
| 169243 - | 2001 SR92              | 20 de setembre de 2001 | Socorro              | LINEAR         |
| 169244 - | 2001 SG94              | 20 de setembre de 2001 | Socorro              | LINEAR         |
| 169245 - | 2001 SM94              | 20 de setembre de 2001 | Socorro              | LINEAR         |
| 169246 - | 2001 SQ96              | 20 de setembre de 2001 | Socorro              | LINEAR         |
| 169247 - | 2001 SF98              | 20 de setembre de 2001 | Socorro              | LINEAR         |
| 169248 - | 2001 ST98              | 20 de setembre de 2001 | Socorro              | LINEAR         |
| 169249 - | 2001 SA102             | 20 de setembre de 2001 | Socorro              | LINEAR         |
| 169250 - | 2001 SW102             | 20 de setembre de 2001 | Socorro              | LINEAR         |
| 169251 - | 2001 SG113             | 20 de setembre de 2001 | Desert Eagle         | W. K. Y. Yeung |
| 169252 - | 2001 SC116             | 22 de setembre de 2001 | Goodricke-Pigott     | R. A. Tucker   |
| 169253 - | 2001 SZ118             | 16 de setembre de 2001 | Socorro              | LINEAR         |
| 169254 - | 2001 SH120             | 16 de setembre de 2001 | Socorro              | LINEAR         |
| 169255 - | 2001 SP129             | 16 de setembre de 2001 | Socorro              | LINEAR         |
| 169256 - | 2001 SW147             | 17 de setembre de 2001 | Socorro              | LINEAR         |
| 169257 - | 2001 SB150             | 17 de setembre de 2001 | Socorro              | LINEAR         |
| 169258 - | 2001 SH157             | 17 de setembre de 2001 | Socorro              | LINEAR         |
| 169259 - | 2001 ST165             | 19 de setembre de 2001 | Socorro              | LINEAR         |
| 169260 - | 2001 SM169             | 22 de setembre de 2001 | Eskridge             | G. Hug         |
| 169261 - | 2001 SN170             | 16 de setembre de 2001 | Socorro              | LINEAR         |
| 169262 - | 2001 SZ170             | 16 de setembre de 2001 | Socorro              | LINEAR         |
| 169263 - | 2001 SV175             | 16 de setembre de 2001 | Socorro              | LINEAR         |
| 169264 - | 2001 SQ176             | 16 de setembre de 2001 | Socorro              | LINEAR         |
| 169265 - | 2001 SV176             | 16 de setembre de 2001 | Socorro              | LINEAR         |
| 169266 - | 2001 SP182             | 19 de setembre de 2001 | Socorro              | LINEAR         |
| 169267 - | 2001 SE186             | 19 de setembre de 2001 | Socorro              | LINEAR         |
| 169268 - | 2001 SN186             | 19 de setembre de 2001 | Socorro              | LINEAR         |
| 169269 - | 2001 SN194             | 19 de setembre de 2001 | Socorro              | LINEAR         |
| 169270 - | 2001 SH201             | 19 de setembre de 2001 | Socorro              | LINEAR         |
| 169271 - | 2001 SX204             | 19 de setembre de 2001 | Socorro              | LINEAR         |
| 169272 - | 2001 SM210             | 19 de setembre de 2001 | Socorro              | LINEAR         |
| 169273 - | 2001 SR210             | 19 de setembre de 2001 | Socorro              | LINEAR         |
| 169274 - | 2001 SB211             | 19 de setembre de 2001 | Socorro              | LINEAR         |
| 169275 - | 2001 SK211             | 19 de setembre de 2001 | Socorro              | LINEAR         |
| 169276 - | 2001 SS215             | 19 de setembre de 2001 | Socorro              | LINEAR         |
| 169277 - | 2001 SN219             | 19 de setembre de 2001 | Socorro              | LINEAR         |
| 169278 - | 2001 SE222             | 19 de setembre de 2001 | Socorro              | LINEAR         |
| 169279 - | 2001 SL230             | 19 de setembre de 2001 | Socorro              | LINEAR         |
| 169280 - | 2001 SQ231             | 19 de setembre de 2001 | Socorro              | LINEAR         |
| 169281 - | 2001 SM234             | 19 de setembre de 2001 | Socorro              | LINEAR         |
| 169282 - | 2001 ST238             | 19 de setembre de 2001 | Socorro              | LINEAR         |
| 169283 - | 2001 SS239             | 19 de setembre de 2001 | Socorro              | LINEAR         |
| 169284 - | 2001 SB248             | 19 de setembre de 2001 | Socorro              | LINEAR         |
| 169285 - | 2001 SY251             | 19 de setembre de 2001 | Socorro              | LINEAR         |
| 169286 - | 2001 SG255             | 19 de setembre de 2001 | Socorro              | LINEAR         |
| 169287 - | 2001 ST264             | 25 de setembre de 2001 | Desert Eagle         | W. K. Y. Yeung |
| 169288 - | 2001 SD290             | 29 de setembre de 2001 | Palomar              | NEAT           |
| 169289 - | 2001 SD299             | 20 de setembre de 2001 | Socorro              | LINEAR         |
| 169290 - | 2001 SM302             | 20 de setembre de 2001 | Socorro              | LINEAR         |
| 169291 - | 2001 SG304             | 20 de setembre de 2001 | Socorro              | LINEAR         |
| 169292 - | 2001 SF306             | 20 de setembre de 2001 | Socorro              | LINEAR         |
| 169293 - | 2001 SQ314             | 23 de setembre de 2001 | Socorro              | LINEAR         |
| 169294 - | 2001 SC315             | 25 de setembre de 2001 | Socorro              | LINEAR         |
| 169295 - | 2001 SP324             | 16 de setembre de 2001 | Socorro              | LINEAR         |
| 169296 - | 2001 SW333             | 19 de setembre de 2001 | Kitt Peak            | Spacewatch     |
| 169297 - | 2001 SR349             | 19 de setembre de 2001 | Anderson Mesa        | LONEOS         |
| 169298 - | 2001 SS349             | 19 de setembre de 2001 | Anderson Mesa        | LONEOS         |
| 169299 - | 2001 SK353             | 21 de setembre de 2001 | Apache Point         | SDSS           |
| 169300 - | 2001 SL353             | 21 de setembre de 2001 | Socorro              | LINEAR         |